# Gennep
Gennep és un municipi de la província de Limburg, al sud-est dels Països Baixos. L'1 de gener del 2009 tenia 17.104 habitants repartits sobre una superfície de 50,40 km² (dels quals 2,5 km² corresponen a aigua). Limita al nord amb Mook en Middelaar, Groesbeek (Gelderland) i Kranenburg, a l'oest amb Cuijk, a l'est amb Goch i al sud amb Bergen i Boxmeer. És regat pel Niers que hi desemboca al Mosa.

## Centres de població
Aaldonk, Dam, De Looi, Diekendaal, Gennep, Heijen, Hekkens, Milsbeek, Ottersum, Smele, Ven-Zelderheide i Zelder.

## Administració
El consistori municipal consta de 17 membres:
| Regidors | Regidors | Regidors | Regidors | Regidors | Regidors | Regidors |
| -------- | -------- | -------- | -------- | -------- | -------- | -------- |
| Partit   | 1998     | 2002     | 2006     | 2010     | 2014     | 2018     |
| CDA      | 4        | 4        | 4        | 4        | 3        | 5        |
| SP       | -        | -        | -        | -        | 5        | 4        |
| VVD      | 2        | 2        | 1        | 2        | 2        | 3        |
| D66      | 3        | 4        | 5        | 4        | 3        | 3        |
| PvdA     | 4        | 3        | 4        | 3        | 1        | 2        |
| KERN     | 4        | 4        | 3        | 4        | 3        | -        |

## Ciutats agermanades
- Gelnica, Eslovàquia